# Rainer Schnell
Rainer Schnell (* 8. August 1957 in Witten) ist ein deutscher Sozialwissenschaftler, Professor an der City University London und Inhaber des Lehrstuhls für „Sozialwissenschaftliche Methoden/Empirische Sozialforschung“ im Fachbereich Gesellschaftswissenschaften der Universität Duisburg-Essen.

## Leben
Rainer Schnell studierte Sozialwissenschaften mit den Schwerpunkten Wissenschaftstheorie, Methoden sowie Statistik und machte 1982 sein Diplom an der Ruhr-Universität Bochum. Dort promovierte er 1986 über das Thema Missing-Data-Probleme in der empirischen Sozialforschung. Seine Habilitation erfolgte 1996 an der Universität Mannheim über das Thema Nonresponse in Bevölkerungsumfragen. Als wissenschaftlicher Angestellter war er an der Universität zu Köln in der Zeit von 1987 bis 1988 beschäftigt. Schnell war Hochschulassistent an der Universität zu Köln in den Jahren 1988 bis 1991 und von 1991 bis 1997 Hochschulassistent für Soziologie und Wissenschaftslehre an der Universität Mannheim. In der Zeit von 1996 bis 1997 war Schnell als Vertreter einer C3-Professur an der Universität Konstanz tätig. Von 1997 bis 2008 war er Professor für „Methoden der empirischen Politik- und Verwaltungsforschung“ an der Universität Konstanz. Seit 2008 ist er Professor an der Universität Duisburg-Essen. Zum 1. April 2015 folgte Schnell einem Ruf an die City University London. Er war an der Universität Duisburg-Essen beurlaubt, war aber weiterhin der Inhaber des Lehrstuhls für Empirische Sozialforschung, wo er die Lehre seitdem fortgesetzt hat.

## Forschung
Schnells Forschung ist vor allem auf die Untersuchung der Probleme statistischer Datenanalyse ausgerichtet. Einen besonderen Schwerpunkt stellt dabei das Nonresponse-Problem in der Umfrageforschung dar. Einen weiteren Schwerpunkt bilden Arbeiten zum Record-Linkage.

## Werke
- mit P. Christen und T. Ranbaduge: Linking Sensitive Data: Methods and Techniques for Practical Privacy-Preserving Information Sharing. Springer Nature, Cham 2020.
- Survey-Interviews. Methoden standardisierter Befragungen. 2. Auflage. VS-Verlag, Wiesbaden 2019.
- mit P. B. Hill und E. Esser: Methoden der empirischen Sozialforschung. 12. Auflage. Oldenbourg, München 2023.
- Nonresponse in Bevölkerungsumfragen. Leske + Budrich, Opladen 1997. (PDF; 3,25 MB)
- Graphisch gestützte Datenanalyse. Oldenbourg, München 1994. (PDF; 5,39 MB)
- Missing-Data-Probleme in der empirischen Sozialforschung. Dissertation. Universität Bochum 1986. (PDF; 1,46 MB)